# Карсес
Карсес (фр. Carcès) насеље је и општина у Француској у региону Прованса-Алпи-Азурна обала, у департману Вар која припада префектури Брињол.
По подацима из 2011. године у општини је живело 3360 становника, а густина насељености је износила 93,96 становника/km². Општина се простире на површини од 35,76 km². Налази се на средњој надморској висини од 138 метара (максималној 396 m, а минималној 110 m).

## Демографија
| 1962. | 1968. | 1975. | 1982. | 1990. | 1999. | 2011. |
| ----- | ----- | ----- | ----- | ----- | ----- | ----- |
| 1.912 | 2.026 | 1.807 | 2.092 | 2.270 | 2.453 | 3.360 |

График промене броја становника у току последњих година